# Michael von Cranach
Michael von Cranach (* 4. August 1941 in Berlin) ist ein deutscher Mediziner, Psychiater und Autor.

## Leben
Der Hauptmann Wichard Lukas von Cranach, gefallen 1944, war sein Vater, die Mutter Anne-Marie Seumnich. Die weiteren Vorfahren waren Ritterschaftsräte, Offiziere und Landwirte auf dem Rittergut Craazen, teils ein Fideikommiss, in Ostbrandenburg. Nach seiner Schulzeit in Madrid studierte er Medizin in Bonn. Anschließend absolvierte er die Weiterbildung zum Psychiater am Max-Planck-Institut für Psychiatrie in München und als British Council Stipendiat am Maudsley Hospital in London.
Von 1980 bis 2006 war er leitender ärztlicher Direktor des Bezirkskrankenhauses Kaufbeuren, welches unter seiner Führung mit der Aufarbeitung der eigenen Beteiligung an der „Aktion T4“ in der Zeit des Nationalsozialismus begann. Die Stiftung Erinnerung Lindau ehrte ihn dafür im Jahr 2006 mit dem Marion-Samuel-Preis.
1999 erstellte er die Ausstellung In Memoriam zum Gedenken an die Opfer der NS-„Euthanasie“ im Auftrag der Deutschen Gesellschaft für Psychiatrie und Psychotherapie, Psychosomatik und Nervenheilkunde (DGPPN), die erstmals in Hamburg auf dem 11. Weltkongress der Psychiatrie gezeigt wurde und seitdem eine Wanderausstellung ist.
Seit 2006 betreibt Cranach eine Praxis in München, zudem ist er als Professor an der Hochschule München in der Fakultät für angewandte Sozialwissenschaften tätig und engagierte sich für die Aufarbeitung der NS-„Euthanasie“ im Münchner NS-Dokumentationszentrum.
Michael von Cranach hat Wesentliches zur Aufarbeitung der Psychiatrie in der Zeit des Nationalsozialismus geleistet. Eine wichtige Konsequenz daraus war die Psychiatriereform, mit der Abkehr von großen zentralen Anstalten zu kleineren Einheiten, wie auch die Eingliederung von Menschen mit Behinderungen in den Arbeitsprozess. Beim ersten Spielfilm – Nebel im August – über das Schicksal eines „Euthanasie“-Opfers war er wissenschaftlicher Berater.
Mario von Cranach ist sein Cousin.

## Auszeichnungen
2019 wurde von Cranach von der DGPPN „für seinen lebenslangen und unermüdlichen Einsatz im Gedenken aller dem Nationalsozialismus zum Opfer gefallenen psychisch erkrankten Menschen“ mit der Wilhelm-Griesinger-Medaille geehrt, der höchsten Auszeichnung der Fachgesellschaft. Für 2021 wurde ihm mit der Paracelsus-Medaille die höchste Auszeichnung der deutschen Ärzteschaft zugesprochen.
Am 2. Dezember 2022 erhielt er aus der Hand von Landtagspräsidentin Ilse Aigner den Bayerischen Verfassungsorden.

## Publikationen (Auswahl)
- Zur Frage des Röntgenspätschadens des menschlichen Gehirns: Eine histochemische Untersuchung, Diss. v. 22. Febr. 1969. Hochschulschrift Medizinische Fakultät, Bonn 1969.
- Sozialpsychiatrische Texte: psychische Krankheit als sozialer Prozess, psychiatrische Epidemiologie, Springer-Verlag, Berlin 1972, ISBN 3-540-05970-9.
- mit G. Strauss (Übersetzer): John K. Wing, John E. Cooper, Norman Sartorius: Die Erfassung und Klassifikation psychiatrischer Symptome: Beschreibung und Glossar der PSE (Present State Examination) – ein Verfahren zur Erhebung des psychopathologischen Befundes, Beltz-Verlag, Weinheim 1982, ISBN 3-407-86004-8.
- Die Psychiatrie in der Zeit des Nationalsozialismus, Schwabenakademie, Irsee 1990.
- mit Michael Frensch: Euthanasie: sind alle Menschen Personen?, Vortragssammlung: Kinsauer Sommerakademie 1990, Novalis-Verlag, Schaffhausen 1992, ISBN 3-7214-0640-0.
- mit Hans-Ludwig Siemen (Hrsg.): Psychiatrie im Nationalsozialismus. Die bayerischen Heil- und Pflegeanstalten zwischen 1933 und 1945, R. Oldenbourg, München 1999, ISBN 3-486-56371-8.
- mit Frank Schneider: In Memoriam: Erinnerung und Verantwortung. Ausstellungskatalog. Erweiterte und aktualisierte Fassung des Katalogs von 1999. 2011, ISBN 3-642-17398-5.
- mit Petra Schweizer-Martinschek, Petra Weber: Später wurde in der Familie darüber nicht gesprochen. Gedenkbuch für die Kaufbeurer Opfer der nationalsozialistischen "Euthanasie"-Verbrechen. Hrsg.: Bezirk Schwaben, Bezirkskliniken Schwaben, Stadt Kaufbeuren, Stadtmuseum Kaufbeuren. Verlag Ph. C.W. Schmidt, Neustadt an der Aisch 2020, ISBN 978-3-87707-194-6.
- mit Felicitas Söhner, Thomas Becker: Konstruktive Empörung : Michael Cranach und die Psychiatrie. Psychiatrie Verlag, Köln 2024, ISBN 978-3-96605-255-9.